# Dolcevita

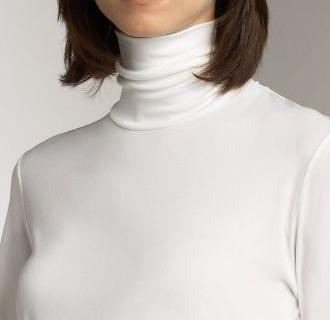
Donna con indosso un maglioncino dolcevita.

Il dolcevita è un maglione dotato di collo alto, a volte risvoltato, aderente al collo dell'indossatore. 

## Etimologia
L'indumento sembra prendere il nome dal film La dolce vita , in cui un personaggio, il dandy Pierone (interpretato da Giò Stajano), indossa una maglia a collo alto in una scena al tavolino all'esterno di via Veneto . Inoltre, nella scena finale il protagonista Marcello Rubini (Marcello Mastroianni) indossa una camicia nera con un foulard nero che, osservati da media distanza, sembrano vagamente ricordare questo tipo di maglia.

## Descrizione
Differisce dal lupetto, perché quest'ultimo ha il colletto che termina a metà del collo, mentre nel dolcevita lo copre completamente, rivoltandosi poi su se stesso. Il dolcevita trova ampia applicazione nella moda casual e sportiva. Nato inizialmente come indumento da lavoro maschile, divenne un capo unisex con l'avvento del femminismo. Erano soliti mostrarsi in pubblico con il dolcevita il senatore Ted Kennedy, il pianista e direttore d'orchestra Vladìmir Ashkenàzy, il giornalista Indro Montanelli, lo scienziato Carl Sagan e l'artista Andy Warhol.